# Pollia miranda
Pollia miranda är en himmelsblomsväxtart som först beskrevs av Augustin Abel Hector Léveillé, och fick sitt nu gällande namn av Hiroshi Hara. Pollia miranda ingår i släktet Pollia och familjen himmelsblomsväxter. Inga underarter finns listade.